# 193 (szám)
A 193 (százkilencvenhárom) a 192 és 194 között található természetes szám.
A 193 egy prímszám és az egyetlen olyan páratlan prím p, amelyre a 2 nem primitív gyöke a {\displaystyle 4p^{2}+1} polinomnak.
Ikerprím párt alkot a 191 prímmel. Pillai-prím.
Második típusú köbös prím.
Proth-prím, azaz k · 2ⁿ + 1 alakú prímszám (3 · 26 + 1 = 193). Másodfajú Szábit-prím.
A 193 megegyezik az első négy prímszám szorzatának és összegének a különbségével:
{\displaystyle 2\cdot 3\cdot 5\cdot 7-(2+3+5+7)=193}